# Sokō Yamaga

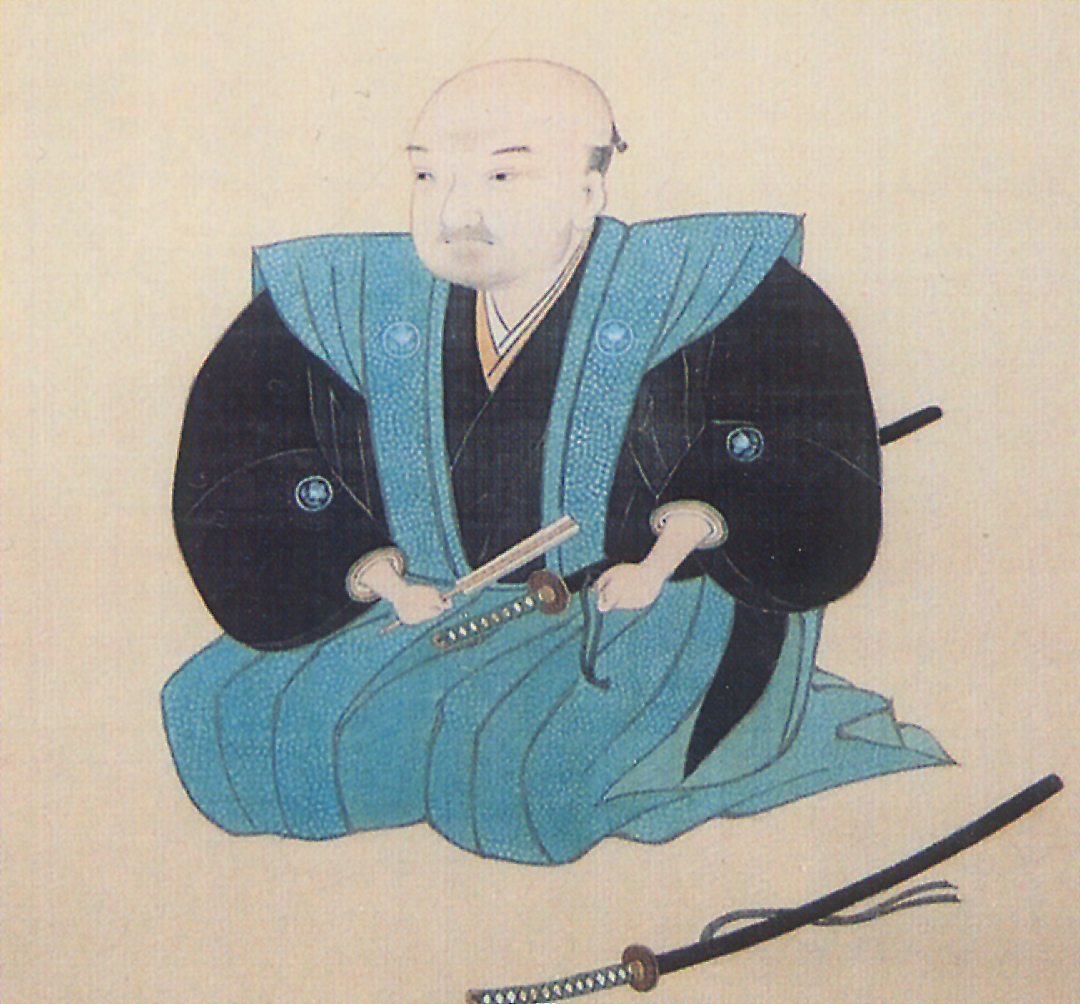
Sokō Yamaga

Sokō Yamaga (jap. 山鹿素行 Yamaga Sokō; ur. 1622, zm. 1685) – japoński filozof konfucjański okresu Edo.

## Życiorys
Był uczniem ortodoksyjnej szkoły Razana Hayashiego, propagującej neokonfucjanizm według wykładni Zhu Xi. Studiował także techniki strategii wojennej w szkole Kagemoriego Obaty i w latach 1652-1660 był instruktorem wojskowym w służbie daimyō hanu Akō, Nagatomo Asano. Po zakończeniu służby poświęcił się pisarstwu, stopniowo coraz bardziej oddalając się od tradycji filozoficznej, w której wyrósł.
W 1665 roku opublikował przełomową pracę Seikyō-yōroku (聖教要録), w której uznał doktrynę Zhu Xi i jego następców za bezsensowne teoretyzowanie i wezwał do zwrotu ku pierwotnemu konfucjanizmowi z czasów dynastii Han. Zapoczątkował w ten sposób nową szkołę kogakuha, odrzucającą neokonfucjanizm jako zamazanie oryginalnej myśli Konfucjusza. Ze względu na głoszone teorie znalazł się w niełasce i skazany na wygnanie musiał szukać azylu w hanie Akō. Tam rozwinął działalność pisarską oraz głosił wykłady dla samurajów. Świadectwem wielkiego wpływu Yamagi jest fakt, iż 47 rōninów z Akō powoływało się na jego nauki.
W 1675 roku zezwolono Yamadze na otwarcie w Edo szkoły, w której nauczał swojej filozofii oraz strategii. Był zwolennikiem unowocześnienia armii m.in. poprzez szerokie zastosowanie artylerii, a także nawoływał do zarzucenia ślepego czerpania wzorców z Chin. Jego prace na temat pozycji samuraja w społeczeństwie odegrały istotną rolę w kształtowaniu się kodeksu bushidō. Kontynuatorzy doktryn Yamagi tacy jak Shōin Yoshida przygotowali grunt intelektualny pod restaurację Meiji.